# آلة ذاتية التشغيل

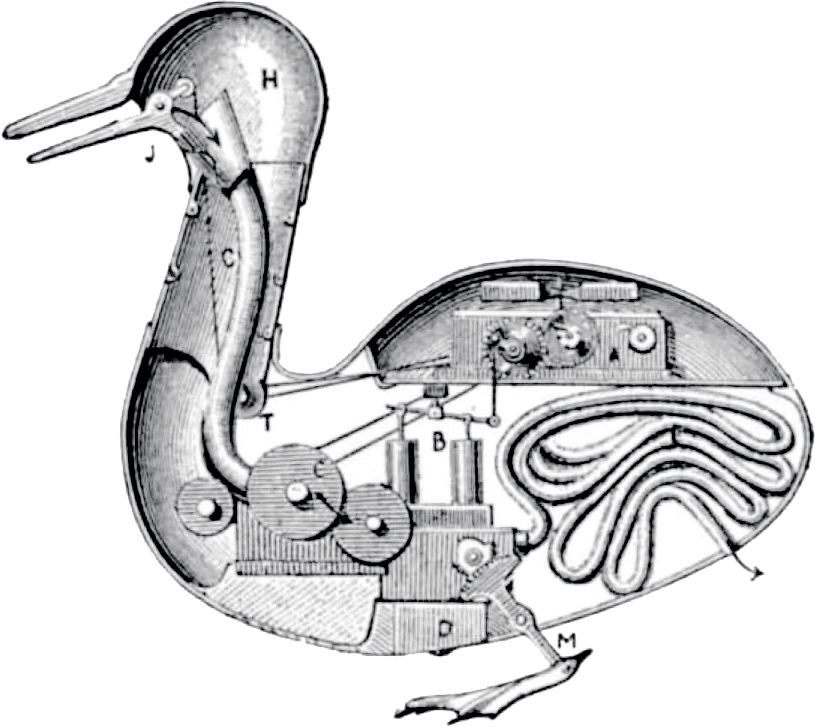
تصميم داخلي مفترض لبطة فوكانسون (1738-1739).

الآلة الذاتية التشغيل أو الأُتْمُوت أو الأوتوماتون (بالإنجليزية: automaton) (تُجمع على automata) هي آلة تعمل ذاتيًا نسبيًا، أو آلية تحكم مصممة لمتابعة سلسلة من العمليات تلقائيًا، أو الاستجابة لتعليمات محددة مسبقًا. بعض الآلات الذاتية التشغيل، مثل قارعات الأجراس في الساعات الميكانيكية، مصممة لإعطاء الوهم للمراقب العادي بأنها تعمل بقوتها أو إرادتها الخاصة، مثل الروبوت الميكانيكي. لطالما ارتبط المصطلح بشكل شائع بالعرائس الآلية التي تشبه البشر أو الحيوانات المتحركة، والتي صُمِّمَت لإبهار الناس و/أو ترفيههم.
الأنيماترونكس هي نوع حديث من الأوتوماتا مزودة بإلكترونيات، وتُستخدم غالبًا لتصوير الشخصيات أو المخلوقات في الأفلام وفي أماكن الجذب بالمدن الترفيهية.

## أصل الكلمة
كلمة أوتوماتون هي تحويل لاتيني للكلمة اليونانية القديمة أوتوماتون (αὐτόματον)، والتي تعني "يعمل بإرادته الخاصة". استخدمها هوميروس لأول مرة لوصف باب يفتح تلقائيًا، أو حركة تلقائية لحوامل ثلاثية ذات عجلات. غالبًا ما تستخدم هذه الكلمة لوصف الآلات المتحركة غير الإلكترونية، خاصة تلك التي صُنعت لتحاكي حركات الإنسان أو الحيوان، مثل الدمى المتحركة في ساعات الضرب العامة القديمة، أو طائر الوقواق وأي أشكال متحركة أخرى في ساعة الوقواق.

## التاريخ

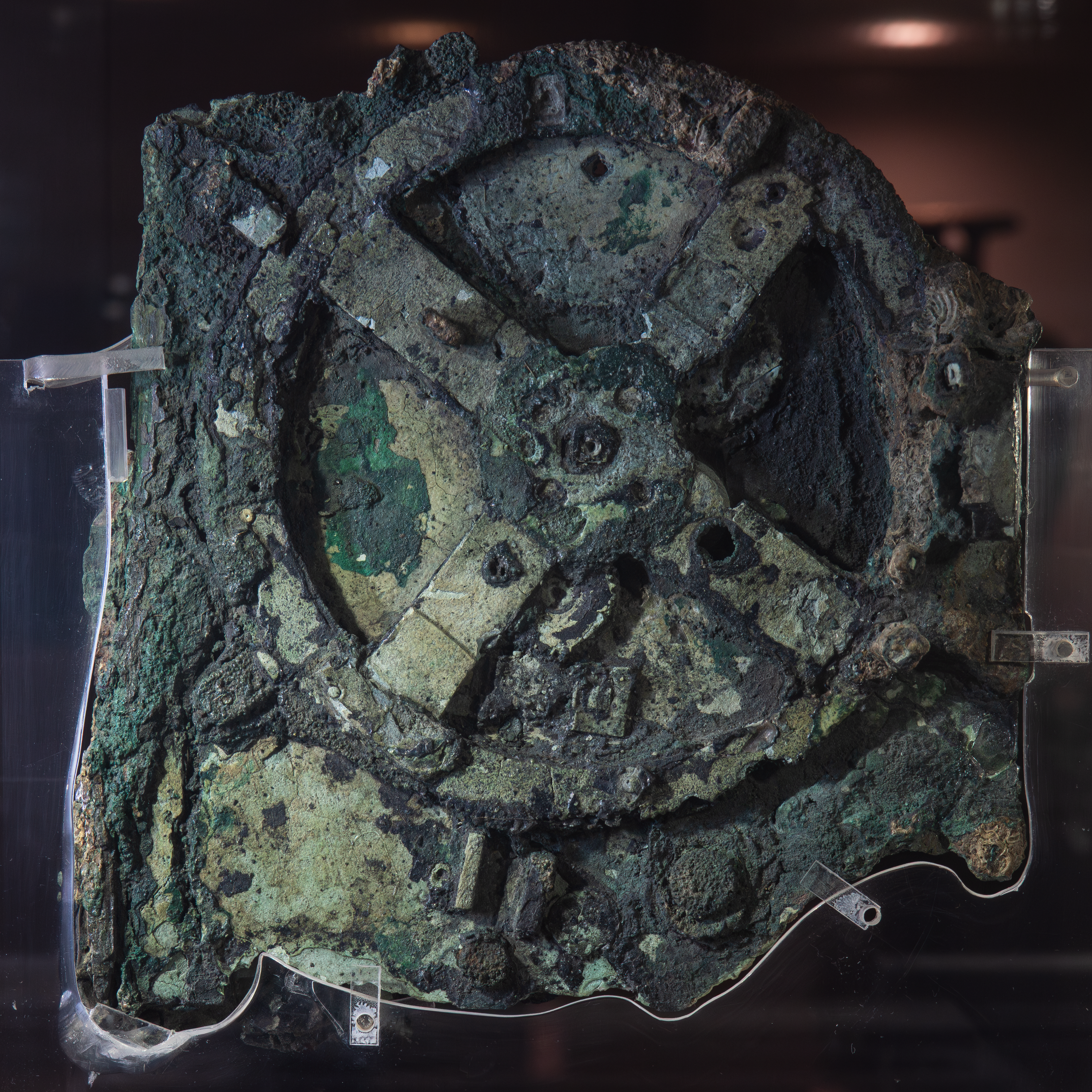
صُممت آلية أنتيكيثيرا التي يعود تاريخها إلى حوالي 200-80 قبل الميلاد لحساب مواقع الأجرام الفلكية.

### العصور القديمة
توجد العديد من الأمثلة على الآلات ذاتية التشغيل في الأساطير الأغريقية: فقد صنع "هيفيستوس" آلات أوتوماتيكية لورشته؛ وكان "طالوس" رجلاً اصطناعياً مصنوعاً من البرونز؛ واستخدم الملك "ألكينوس" ملك الفاياكيين كلاب حراسة من الذهب والفضة. ووفقاً لأرسطو، استخدم "دايدالوس" الزئبق لجعل تمثاله الخشبي لأفروديت يتحرك. وفي أساطير يونانية أخرى، استخدم الزئبق ليضفي صوتاً على تماثيله المتحركة.
كانت الآلات ذاتية التشغيل في العالم الهلنستي مخصصة كأدوات، أو ألعاب، أو عروض دينية، أو نماذج أولية لإظهار المبادئ العلمية الأساسية. وقد بنى "كتيسبيوس"، المخترع اليوناني وأول رئيس لمكتبة الإسكندرية العظيمة، العديد من الآلات ذاتية التشغيل التي تعمل بالماء؛ على سبيل المثال، "استخدم الماء لإصدار صفير وجعل نموذج بومة يتحرك. لقد اخترع أول 'ساعة حائط بآلية الوقواق' في العالم". استمر هذا التقليد في الإسكندرية مع مخترعين مثل عالم الرياضيات اليوناني "هيرو الإسكندراني" (المعروف أحياناً باسم "هيرون")، الذي وصفت كتاباته عن علم حركة السوائل، والهوائيات، والميكانيكا، المثعبات، ومحرك إطفاء الحرائق، والأرغن المائي، وكرة أيوليبيل، وعربة قابلة للبرمجة. واشتهر "فيلو البيزنطي" باختراعاته.

يُعرف بوجود أجهزة ميكانيكية معقدة في اليونان الهلنستية، على الرغم من أن المثال الوحيد الباقي هو آلة أنتيكيثيرا، وهي أقدم حاسوب تماثلي معروف. يُعتقد أن آلية الساعة قد أتت في الأصل من رودس، حيث كان هناك على ما يبدو تقليد للهندسة الميكانيكية؛ فقد كانت الجزيرة مشهورة بآلياتها الأوتوماتيكية؛ واقتباساً من القصيدة الأولمبية السابعة لبندار:
تقف الأشكال المتحركة تزين كل شارع عام

ويبدو أنها تتنفس في الحجر، أو تحرك أقدامها الرخامية.
ومع ذلك، تشير المعلومات المستخلصة من عمليات المسح الأخيرة للشظايا إلى أنها ربما أتت من مستعمرات قورنثوس في صقلية وتوحي بوجود صلة بأرخميدس.
وفقًا للأسطورة اليهودية، استخدم الملك سليمان حكمته لتصميم عرشٍ مزودٍ بحيوانات ميكانيكية كانت تهتف له كملك عندما يصعد عليه؛ وعند جلوسه، يضع نسر تاجًا على رأسه، وتحضر له حمامة لفافة التوراة. ويُقال أيضًا أنه عندما صعد الملك سليمان على العرش، انطلقت آلية معينة. فبمجرد أن داس على الدرجة الأولى، مدّ ثور ذهبي وأسد ذهبي قدمًا واحدة لدعمه ومساعدته على الصعود إلى الدرجة التالية. وعلى كل جانب، ساعدت الحيوانات الملك حتى جلس بشكل مريح على العرش.

في الصين القديمة، يوجد وصفٌ غريبٌ للآلات ذاتية الحركة في نص "لي زي"، الذي يُعتقد أنه نشأ حوالي 400 قبل الميلاد وجُمع حوالي القرن الرابع الميلادي. يصف هذا النص لقاءً حدث في وقت أبكر بكثير بين الملك مو من تشو (1023-957 قبل الميلاد) ومهندس ميكانيكي يُعرف باسم يان شي، وهو "صانع حرفي". قدّم الأخير للملك بفخر تمثالًا بشريًا ميكانيكيًا واقعيًا ومفصلًا جدًا بحجم الإنسان، من صنع يده:
حدّق الملك في التمثال بذهول. كان يمشي بخطوات سريعة، ويحرك رأسه صعودًا وهبوطًا، بحيث كان أي شخص سيعتقد أنه إنسان حي. لمس الصانع ذقنه، فبدأ يغني بتناغم تام. لمس يده، فبدأ يتخذ وضعيات، محافظًا على إيقاع مثالي... ومع اقتراب الأداء من نهايته، غمز الروبوت بعينه وتقدم نحو السيدات الحاضرات، فغضب الملك جدًا وكان سيُعدم يان شي على الفور لولا أن الأخير، وهو في خوف شديد، قام فورًا بتفكيك الروبوت ليُري الملك مما يتكون حقًا. وبالفعل، تبين أنه مجرد بناء من الجلد والخشب والغراء والورنيش، مُلون بألوان مختلفة: أبيض وأسود وأحمر وأزرق. فحص الملك الروبوت عن كثب، ووجد أن جميع الأعضاء الداخلية كاملة - الكبد والمرارة والقلب والرئتان والطحال والكلى والمعدة والأمعاء؛ وفوقها مرة أخرى، العضلات والعظام والأطراف بمفاصلها والجلد والأسنان والشعر، وكلها صناعية... حاول الملك أن يرى تأثير إزالة القلب، فوجد أن الفم لم يعد يستطيع الكلام؛ فأزال الكبد فلم تعد العيون تستطيع الرؤية؛ وأزال الكلى ففقدت الساقان قدرتهما على الحركة. سر الملك كثيرًا.

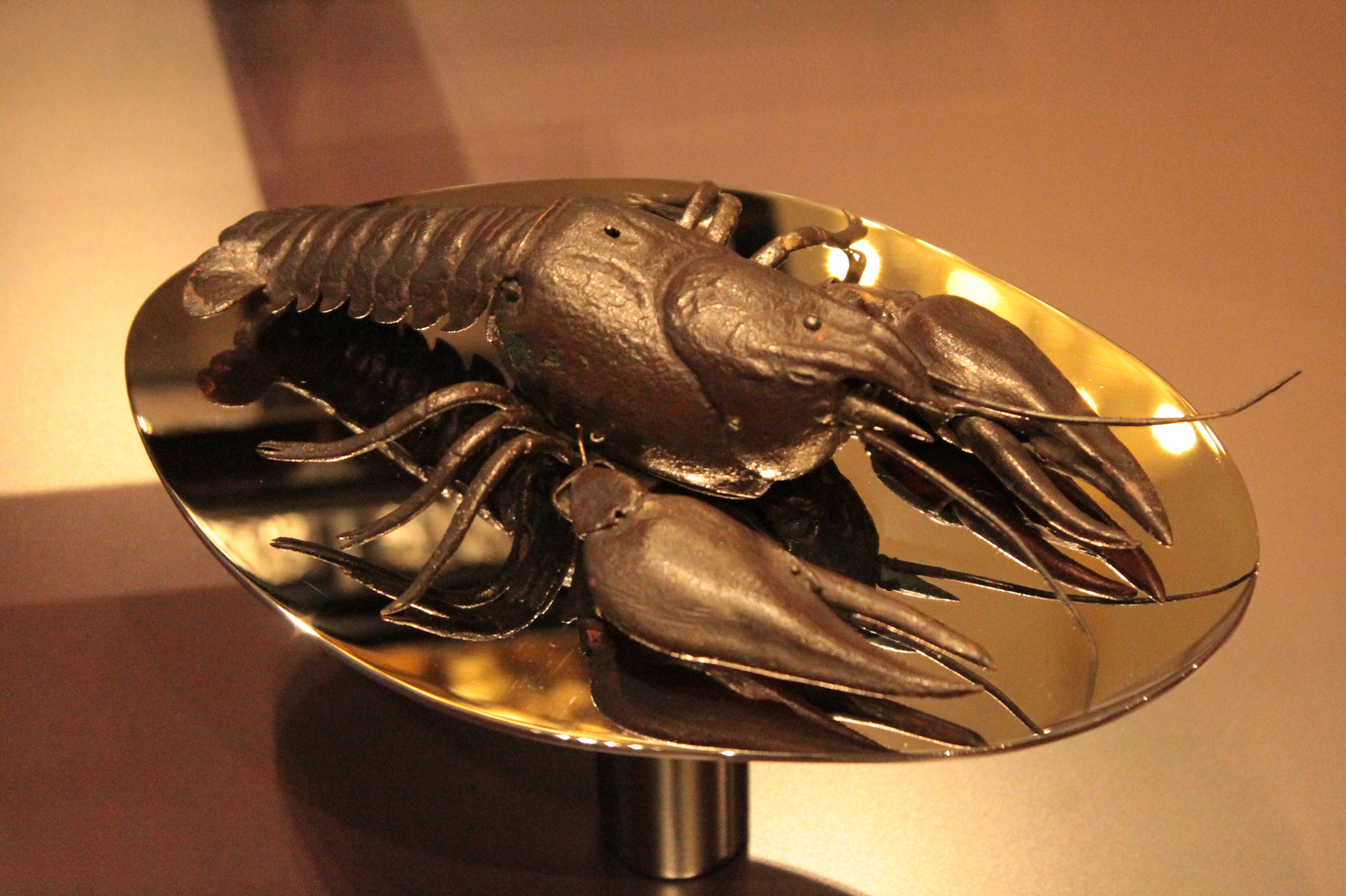
روبوت سرطان البحر ذو المحرك، صنع في أوغسبورغ عام 1589، متحف الآلات التقنية، دريسدن.

تشمل الأمثلة البارزة الأخرى للآلات ذاتية الحركة حمامة أرخيتاس، التي ذكرها أولوس جيليوس. كما توجد روايات صينية مماثلة عن آلات طائرة في القرن الخامس قبل الميلاد للفيلسوف الموهي موزي ومعاصره لو بان، اللذين صنعا طيورًا خشبية صناعية (ما يوان) يمكنها الطيران بنجاح وفقًا لنص "هان في زي" ونصوص أخرى.

### العصور الوسطى
استمر تقليد صناعة الآلات الأوتوماتيكية في العالم اليوناني حتى العصور الوسطى. وصف السفير ليوتبراند الكريموني، خلال زيارته إلى القسطنطينية عام 949، آلات أوتوماتيكية في قصر الإمبراطور ثيوفيلوس، بما في ذلك:
أسود مصنوعة إما من البرونز أو الخشب المغطى بالذهب، تضرب الأرض بذيولها وتزأر بأفواه مفتوحة وألسنة مرتعشة"، و"شجرة من البرونز المذهب، فروعها مليئة بالطيور، مصنوعة بالمثل من البرونز المذهب، وهذه تصدر صرخات مناسبة لأنواعها"، و"عرش الإمبراطور" نفسه، الذي "صُنع بطريقة ماهرة بحيث كان في لحظة على الأرض، بينما في لحظة أخرى ارتفع إلى أعلى وكان يُرى في الهواء.
وصف قسطنطين بورفروجينيتوس، الإمبراطور البيزنطي المعاصر لليوتبراند، في كتابه المراسيم (بيري تيس باسيليوس تاكسيوس)، آلات أوتوماتيكية مماثلة في غرفة العرش (طيور تغني، أسود تزأر وتتحرك).

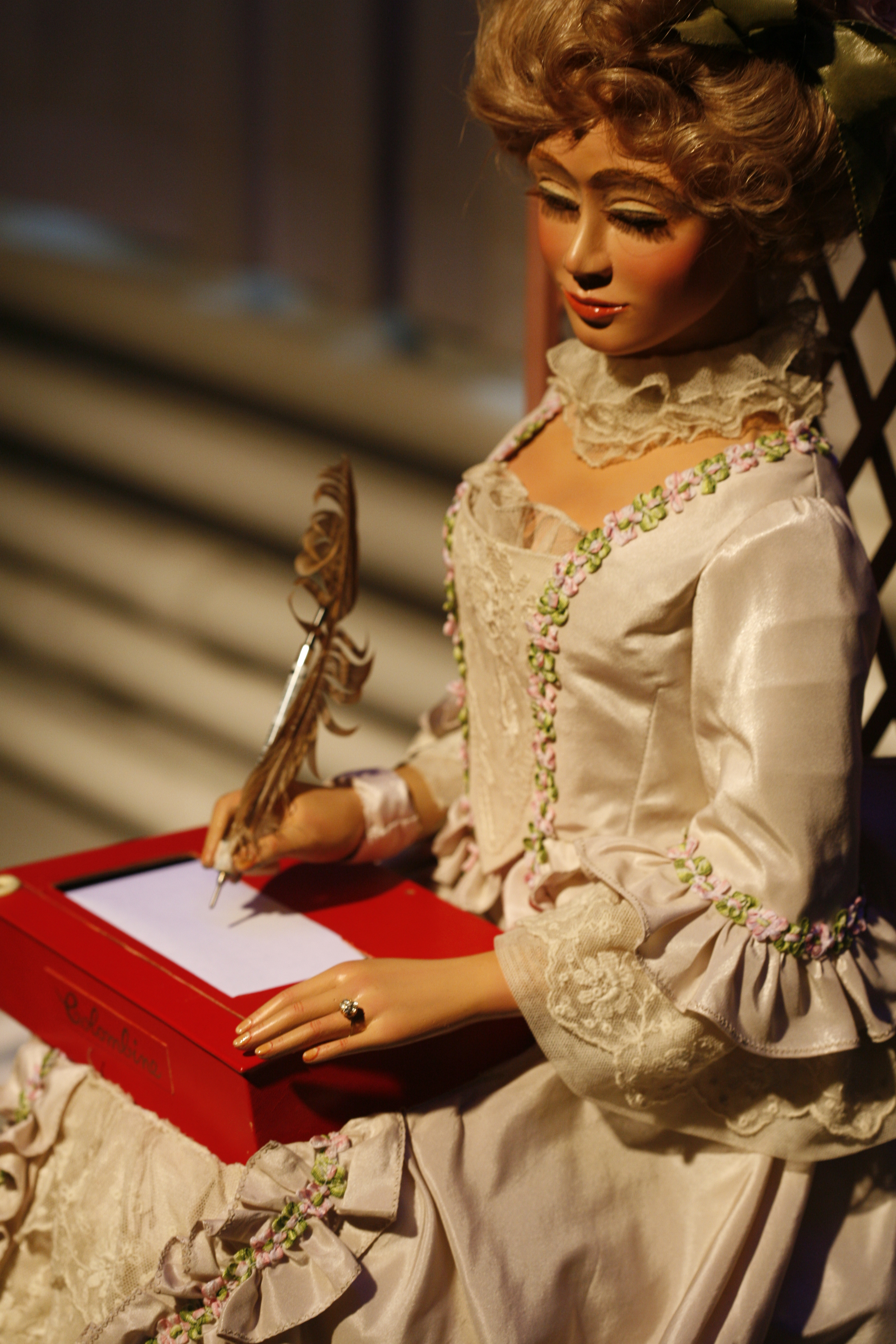
آلة أوتوماتيكية في المتحف السويسري.

في منتصف القرن الثامن، بُني أولى الآلات الأوتوماتيكية التي تعمل بالرياح: "تماثيل تدور مع الرياح فوق قباب البوابات الأربع ومجمع قصر المدينة المدورة في بغداد". وكان "المشهد العام للتماثيل التي تعمل بالرياح له نظير خاص في قصور العباسيين حيث كانت الآلات الأوتوماتيكية من أنواع مختلفة تُعرض بشكل أساسي." أيضًا في القرن الثامن، أدرج الكيميائي المسلم، جابر بن حيان (غيبر)، وصفات لبناء ثعابين وعقارب وبشر اصطناعية تكون خاضعة لسيطرة خالقها في كتابه المشفر كتاب الأحجار. في عام 827، كان للخليفة العباسي المأمون شجرة فضية وذهبية في قصره ببغداد، والتي كانت تحتوي على ميزات آلة أوتوماتيكية. كانت هناك طيور معدنية تغني تلقائيًا على الأغصان المتأرجحة لهذه الشجرة التي بناها مخترعون ومهندسون مسلمون. كان للخليفة العباسي جعفر المقتدر بالله أيضًا شجرة فضية وذهبية في قصره ببغداد عام 917، عليها طيور ترفرف بأجنحتها وتغني. في القرن التاسع، اخترع الأخوان بنو موسى عازف فلوت أوتوماتيكي قابل للبرمجة وصفوه في كتابهم كتاب الحيل.
وصف الجزري آلاتٍ بشريةً معقدةً قابلةً للبرمجة من بين آلاتٍ أخرى صممها وبناها في كتاب "الجامع بين العلم والعمل النافع في صناعة الحيل" عام 1206. كانت آلته عبارة عن قاربٍ به أربعة موسيقيين آليين يطفو على بحيرةٍ لترفيه الضيوف في حفلات الشرب الملكية. كان لآليته طبلٌ آليٌ قابلٌ للبرمجة مزودٌ بأوتادٍ (حدبات) تصطدم برافداتٍ صغيرةٍ تشغل آلات الإيقاع. يمكن جعل عازف الطبل يعزف إيقاعاتٍ وأنماطَ طبلٍ مختلفةً إذا حُركت الأوتاد.
اخترع الجزري جهازًا آليًا لغسل اليدين، كان الأول الذي استخدم آلية التدفق المستخدمة الآن في المراحيض الحديثة. ويتميز بوجود آلة مؤتمتة على شكل امرأة تقف بجانب حوض غسيل مليء بالماء. عندما يسحب المستخدم الرافعة، يفرغ الماء وتُعيد الآلة المؤتمتة ملء الحوض. كانت "نافورة الطاووس" الخاصة به جهازًا آخر أكثر تطوراً لغسل اليدين، ويحتوي على آلات مؤتمتة شبيهة بالبشر تعمل كخدم يقدمون الصابون والمناشف. يصفها مارك إي. روسهايم على النحو التالي: "سحب سدادة في ذيل الطاووس يطلق الماء من المنقار؛ وعندما يملأ الماء المتسخ من الحوض القاعدة المجوفة يرتفع عائم ويُفعل آلية ربط تجعل شخصية خادم تظهر من خلف باب تحت الطاووس وتقدم الصابون. وعند استخدام المزيد من الماء، ينخفض عائم ثانٍ عند مستوى أعلى ويتسبب في ظهور شخصية خادم ثانية – ومعها منشفة!".
يبدو أن الجزري كان أول مخترع يُظهر اهتمامًا بإنشاء آلات شبيهة بالبشر لأغراض عملية مثل التلاعب بالبيئة لراحة الإنسان. أشارت لمياء بلافريج أيضًا إلى انتشار شخصية العبد الآلي في رسالة الجزري. كانت العبيد الآلية فكرة متكررة في الأدب القديم والقرون الوسطى، ولكن لم يكن من الشائع العثور عليها موصوفة في كتاب تقني. كتبت بلافريج أيضًا عن العبيد الإناث الآلية، والتي ظهرت في آلات ضبط الوقت وكأجهزة تقديم السوائل في المصادر العربية في العصور الوسطى، مما يشير إلى وجود صلة بين أشكال العمل المؤنثة مثل التدبير المنزلي، والعبودية في العصور الوسطى، وتصوّر الأتمتة.
في عام 1066، بنى المخترع الصيني سو سونغ ساعة مائية على شكل برج تضم تماثيل ميكانيكية تدق الساعات.
يتضمن كتاب سامارنغانا سوترادارا، وهو أطروحة سنسكريتية للمؤلف بوجا (القرن الحادي عشر)، فصلاً عن بناء الأجهزة الميكانيكية (الآلات الأوتوماتيكية)، بما في ذلك النحل والطيور الميكانيكية، والنوافير على شكل بشر وحيوانات، ودمى ذكور وإناث تُعيد ملء مصابيح الزيت، وترقص، وتعزف على الآلات، وتُعيد تمثيل مشاهد من الأساطير الهندوسية.
في دفتر رسوماته الذي يعود إلى ثلاثينيات القرن الثالث عشر، صور فيار دو أونكور آلية ميزان مبكرة في رسم بعنوان "كيف تجعل ملاكًا يشير بإصبعه دائمًا نحو الشمس" مع ملاك يدور باستمرار لمواجهة الشمس. كما رسم آلة أوتوماتيكية لطائر بأجنحة مفصلية، مما أدى إلى تطبيق تصميمها في الساعات.
في نهاية القرن الثالث عشر، بنى روبرت الثاني كونت أرتوا، حديقة ترفيهية في قلعته في هيسدين تضمنت العديد من الآلات الأوتوماتيكية للترفيه في المنتزه المحاط بسور. وقد قام بالعمل عمال محليون وأشرف عليه الفارس الإيطالي رينو كوانييه. وشملت دمى متحركة على شكل قرود، ومزولة مدعومة بأسود و"رجال بريين"، وطيور ميكانيكية، ونوافير ميكانيكية، وآلة أورغن تعمل بالنفخ. اشتهرت الحديقة بآلاتها الأوتوماتيكية حتى القرن الخامس عشر قبل أن يدمرها الجنود الإنجليز في القرن السادس عشر.
كتب المؤلف الصيني شياو شون أنه عندما كان مؤسس أسرة مينغ، هونغوو (حكم من 1368 إلى 1398)، يدمر قصور خانباليق التي كانت تابعة لأسرة يوان السابقة، وُجدت – من بين العديد من الأجهزة الميكانيكية الأخرى – آلات أوتوماتيكية على شكل نمور.

### للاستزادة
- Needham, Joseph (1986). Science and Civilization in China: Volume 2. England: Cambridge University Press.

## وصلات خارجية
- Some Automata at the Shelburne Museum
- https://web.archive.org/web/20100305195010/http://www.artomic.com/gallery/automata/automata.html
- The Automata and Art Bots mailing list home page
- History
- AutomatomaniA
- Modern Automata Museum
- CeraCera  paper automata
- paperPino - paper automata
- Automata from XIX Century
- Maillardet's Automaton
- Japanese Karakuri
- Paper Karakuri
- Cabaret Mechanical Theatre
- Dug North
- The Automata / Automaton Blog
- <511:HAICTA>2.0.CO;2-5 J. Douglas Bruce, 'Human Automata in Classical Tradition and Mediaeval Romance', Modern Philology, Vol. 10, No. 4 (Apr., 1913), pp. 511-526
- <129:TPBAHA>2.0.CO;2-# M. B. Ogle, 'The Perilous Bridge and Human Automata', Modern Language Notes, Vol. 35, No. 3 (Mar., 1920), pp. 129-136